# Janusz Karkowski
Janusz Karkowski – polski archeolog i egiptolog, dr hab., profesor nadzwyczajny Instytutu Kultur Śródziemnomorskich i Orientalnych Polskiej Akademii Nauk.

## Życiorys
Absolwent II Liceum Ogólnokształcącego im. Stefana Batorego w Warszawie (matura 1965). Uzyskał stopień doktora habilitowanego, a potem otrzymał nominację profesorską. Pracował w Zakładzie Archeologii Śródziemnomorskiej PAN. Został zatrudniony na stanowisku profesora nadzwyczajnego w Instytucie Kultur Śródziemnomorskich i Orientalnych Polskiej Akademii Nauk.
Pełni funkcję członka International Association of Egyptologists i International Society for Nubian Studies, oraz współpracuje z Epigraphic Expedition na Uniwersytecie w Memphis.